# ヘレン・レディ
ヘレン・レディ（Helen Reddy、1941年10月25日 - 2020年9月29日）は、オーストラリア出身の歌手、女優。
オーストラリアを代表する音楽アーティストの一人で、1972年のシングル「私は女」が全米チャート1位を獲得し、オーストラリア人として初めてグラミー賞を受賞。アメリカ合衆国に進出したオーストラリア出身成功者の草分け的存在であった。

## 人物
1960年代末にオーストラリアからアメリカのロサンゼルスに渡った。1970年代、国際的な成功を収めた。特にアメリカ合衆国では、ビルボードHot100のトップ40に15曲を送り込み、6曲がトップ10入り、「私は女」「デルタの夜明け」「アンジー・ベイビー」の3曲がナンバー1に輝いた。
レディはビルボードのアダルトコンテンポラリーチャートに25曲を送り込んだ。トップ15を15曲、8曲が6週連続No.1となった。1974年、アメリカン・ミュージック・アワードで、Favorite Pop / Rock Female Artist賞を受賞した最初のアーティストとなった。同年に3曲のヒットを記録した最初のオーストラリア人であった。
テレビ界では、史上初のオーストラリア人司会者として、アメリカ合衆国のテレビネットワークで毎週1時間のプライムタイム・バラエティ・ショーの司会を務め、世界40か国以上で視聴された。
2002年、レディは音楽活動から退き、オーストラリアの大学に戻り学位を取得、臨床催眠術医として、動機づけのスピーカーの練習をした。

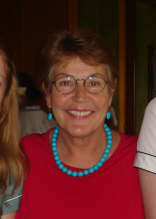
晩年のレディ（2007年）

2011年、異父姉であるトニー・ラモンドの誕生日に、姉トニーと「Breezin' Along with the Breeze」を歌った縁で、音楽活動に復帰。
「私は女」（1972年）は大衆文化で大きな役割を果たし、第二派フェミニズムの賛歌となった。
彼女は「フェミニストのポスターガール」、「フェミニストのアイコン」として知られるようになった。2011年、ビルボードは28人目のアダルトコンテンポラリーアーティストとして殿堂入り（9人目の女性）。
2015年に認知症と診断されて以降、一線を退く。
2020年9月29日、ロサンゼルスで死去、78歳。フェイスブックで公表された。

## 私生活
20歳のとき、ケネス・ウィートという年上のミュージシャンと結婚。娘のTraciを生んだあと二人は別れる。
1968年、ニューヨーク市ブロンクス出身のジェフ・ウォルドと結婚。レディはウォルドと結婚する前にユダヤ教に改宗している。二人は1972年にジョーダンという息子をもうけた。ウォルドはレディのマネージャーを務めた。1981年1月、離婚。
1983年6月、自身のバンドのドラマー、ミルトン・ルースと結婚。1995年、ルースと離婚。

## フィルモグラフィ

### 映画
- 『エアポート'75』 - Airport 1975 (1974年)
- 『ピートとドラゴン』 - Pete's Dragon (1977年)
- 『サージャント・ペッパー』 - Sgt. Pepper's Lonely Hearts Club Band (1978年)
- 『ファット・ボーイズの突撃ヘルパー』 - Disorderlies (1987年)
- 『パーフェクト・ホスト 悪夢の晩餐会』 - The Perfect Host (2010年)
- Senior Entourage (2020年)

## ディスコグラフィ

### スタジオ・アルバム
- 『私はイエスがわからない』 - I Don't Know How to Love Him (1971年)
- 『ヘレン・レディ』 - Helen Reddy (1971年)
- 『アイ・アム・ウーマン』 - I Am Woman (1972年)
- 『ロング・ハード・クライム』 - Long Hard Climb (1973年)
- 『愛の歌集』 - Love Song for Jeffrey (1974年)
- 『フリー・アンド・イージー』 - Free and Easy (1974年)
- 『ブルーバード』 - No Way to Treat a Lady (1975年)
- 『愛の調べ』 - Music, Music (1976年)
- 『愛の囁き』 - Ear Candy (1977年)
- 『太陽に歌って』 - We'll Sing in the Sunshine (1978年)
- 『私はレディ』 - Reddy (1979年)
- 『愛をこの手に』 - Take What You Find (1980年)
- 『プレイ・ミー・アウト』 - Play Me Out (1981年)
- 『イマジネーション』 - Imagination (1983年)
- 『フィール・ソー・ヤング』 - Feel So Young (1990年)
- Center Stage (1998年)
- The Best Christmas Ever (2000年)

### ライブ・アルバム
- 『ヘレン・レディ・ライヴ!!』 - Live in London (1978年)

## 日本公演
- 1975年

9月16日、フェスティバルホール / 9月19日、神奈川県立県民ホール / 9月22日 - 24日、中野サンプラザ